# Левченко Іван Федотович
Іва́н Федо́тович Ле́вченко (жовтень 1911, село Вільховець Київської губернії, тепер Звенигородського району Черкаської області — ?) — український радянський партійний діяч, голова Хмельницького облвиконкому. Депутат Верховної Ради УРСР 3—7-го скликань. Член Ревізійної Комісії КПУ в 1954—1960 р. Кандидат у члени ЦК КПУ в 1960—1971 р. 

## Біографія
Народився в родині селянина-бідняка. У 1928 році закінчив неповну середню школу.
У 1928—1931 роках — студент Уманського педагогічного технікуму.
У 1931—1933 роках — учитель, директор Яхновецької семирічної школи Волочиського району на Поділлі. У 1933—1939 роках — директор Голохвастівської (тепер — Полянської) семирічної школи Волочиського району Кам'янець-Подільської області.
Член ВКП(б) з 1939 року.
У 1939—1941 роках — в апараті Волочиського районного комітету КП(б)У Кам'янець-Подільської області.
У 1941 році був евакуйований у східні райони СРСР, працював завідувачем відділу пропаганди та агітації Чаповського районного комітету ВКП(б) Новосибірської області РРФСР.
У 1944—1954 роках — 1-й секретар Волочиського районного комітету КП(б)У Кам'янець-Подільської області.
8 липня 1954 — грудень 1955 року — секретар Хмельницького обласного комітету КПУ.
У грудні 1955 — січні 1963 року — голова виконавчого комітету Хмельницької обласної ради депутатів трудящих.
У січні 1963 — грудні 1964 року — голова виконавчого комітету Хмельницької сільської обласної ради депутатів трудящих.
У грудні 1964 — 25 березня 1970 року — голова виконавчого комітету Хмельницької обласної ради депутатів трудящих.
З березня 1970 року — на пенсії.

## Нагороди
- орден Леніна (26.02.1958)
- орден Вітчизняної війни 1-го ст. (1.02.1945)
- два ордени Трудового Червоного Прапора (23.01.1948;)
- орден «Знак Пошани» (24.10.1961)
- медаль «За трудову доблесть» (1959)
- медалі